# Luciola
Luciola es un género de luciérnagas de la familia Lampyridae. Sus miembros están distribuidos desde extremo Oriente hasta el sur de Europa, además de África. Algunas especies de luciérnagas australianas se han incluido tradicionalmente en este género, aunque en la actualidad se clasifican dentro del género Atyphella.
Este género es conocido especialmente por dos especies japonesas ligadas al folclore y cultura tradicionales, las cuales son llamadas indistintamente hotaru (蛍). Son símbolos del hitodama (人魂 o 人玉), las almas de los que han muerto recientemente.
A diferencia de otras luciérnagas, las hembras del género Luciola poseen alas completas. Ecológicamente, el género tiene la particularidad de que las larvas de varias especies son acuáticas.
Los adultos típicos son similares a los del género Atyphella. Los machos de ambos géneros pueden distinguirse fácilmente por su edeago.

## Sistemática
La taxonomía del género Luciola, al igual que la de la familia Lampyridae, aún no está bien resuelta y este género podría ser parafilético. En ocasiones el género Hotaria se ha fusionado con Luciola. Por otro lado, los géneros Atyphella y Pygoluciola, estuvieron incluidos en Luciola, aunque en la actualidad son considerados géneros independientes.

## Especies seleccionadas
- Luciola anceyi
- Luciola bourgeoisi
- Luciola cerata
- Luciola chinensis
- Luciola cowleyi
- Luciola cruciata
- Luciola curtithorax
- Luciola davidis
- Luciola dejeani
- Luciola deplanata
- Luciola discicollis
- Luciola dubia
- Luciola filiformis
- Luciola flavida
- Luciola fletcheri
- Luciola fukienensis
- Luciola gorhami
- Luciola italica
- Luciola japonica
- Luciola kagiana
- Luciola klapperichi
- Luciola kuroiwae
- Luciola lusitanica
- Luciola mongolica
- Luciola novaki
- Luciola ovalis
- Luciola owadai
- Luciola picea
- Luciola picticollis
- Luciola praeusta
- Luciola roseicollis
- Luciola satoi
- Luciola substriata
- Luciola terminalis
- Luciola trilucida
- Luciola vespertina